# 5 Korpus Zmechanizowany (ZSRR)
5 Korpus Zmechanizowany (ros. 5-й механизированный корпус)  – wyższy związek taktyczny wojsk zmechanizowanych Armii Czerwonej okresu II wojny światowej.

## I formowanie
Pierwsze formowanie Korpusu rozpoczęto 1 lipca 1940 roku w Zabajkalskim Okręgu Wojskowym. Dowództwo Korpusu sformowany na bazie dowództwa 51 Korpusu Strzeleckiego.
Skład:
- 13 Dywizja Pancerna,
- 109 Dywizja Zmotoryzowana,

W czerwcu 1941 korpus posiadał na stanie:
- 979 czołgów, w tym:
  - 414 T-34 i KW-1/KW-2,
- 175 samochodów pancernych, w tym 89 BA-10,
- 2854 samochody,
- 274 ciągników.

## Działania
5 Korpus Zmechanizowany rozpoczął przerzut z Dalekiego Wschodu na Ukrainę już w maju 1941. Pierwsze oddziały zostały załadowane do pociągów już 22 maja 1941. Całość Korpusu według planu miała znaleźć się na Ukrainie, w rejonie Berdyczowa i Szepietówki, w okresie od 17 czerwca do 10 lipca. Pierwsze oddziały (109 Dywizja Zmotoryzowana) została wyładowana w Berdyczowie już 18 czerwca 1941.

## II formowanie
Drugie formowanie 5 Korpusu Zmechanizowanego nastąpiło 22 września 1942 roku na bazie 22 Korpusu Pancernego.
Skład korpusu :
- 2 Brygada Zmechanizowana,
- 9 Brygada Zmechanizowana,
- 45 Brygada Zmechanizowana,
- 233 Brygada Pancerna,
- oddziały korpuśne:
  - 657 samodzielny batalion łączności (od 27.07.1943 r.),
  - 39 samodzielny batalion saperów (od 30.10.1942 r.),
  - 81 batalion remontowy (od 30.10.1942 r.),
  - 159 samodzielna kompania chemiczna (od 27.07.1943 r.),
  - 6 samodzielna kompania inżynieryjno – minowa (od 30.10.1942 r.),
  - lotniczy oddział łączności (od 27.07.1943 r.),
  - 8 samodzielna kompania transportowa (od 30.10.1942 r.),
  - 12 polowa piekarnia od (27.07.1943 r.),
  - 1777 polowa kasa Gosbanku (od 27.07.1943 r.).
  - 1801 poczta polowa (od 01.12.1942 r.).

Dowódcy 5 Korpusu Zmechanizowanego:
- generał major Michaił Wołkow – 02.11.1942 – 12.09.1944.

W dniu 31.10.1942 na stanie korpusu było 197 czołgów: 2 T-34, 78 Mk II Matilda, 117 Mk III Valentine.
Natomiast dniu 13.12.1942 było 217 czołgów: 79 Mk II Matilda, 138 Mk III Valentine, 94 samochody pancerne BA-64 oraz transportery opancerzone Universal Carrier.
5 Korpus Zmechanizowany pomiędzy w okresie wrzesień 1942 – wrzesień 1944 roku uczestniczył w operacjach:
- Operacja woroszyłowgradzka – 01.01.1943 – 22.02.1943 r.,
- Operacja dnieprowsko-karpacka – 24.12.1943 – 17.04.1944,
- Operacja jassko-kiszyniowska – 20.08.1944 – 29.08.1944.

Rozkazem nr 0306 z 12 września 1944 roku 5 Korpus Zmechanizowany przeformowano w 9 Gwardyjski Korpus Zmechanizowany .